# Ронкате (Леко)
Ронкате је насеље у Италији у округу Леко, региону Ломбардија.
Према процени из 2011. у насељу је живело 100 становника. Насеље се налази на надморској висини од 333 м.